# NAVI
NAVI ist eine belarussische Folk-Pop-Band bestehend aus Arzjom Lukjanenka, Ksenija Schuk, Uladsislau Tschaschtschawik, Aljaksandr Tabolski und Uladsimir Beher.

## Geschichte
Die Band aus Minsk nahm 2016 am Eurofest, dem belarussischen Vorentscheid zum Eurovision Song Contest, teil. Mit dem Lied Heta sjamlja erreichte sie Platz vier.
2017 wiederholte sie ihre Teilnahme. Mit dem Lied Historyja majho schyzzja (Story of My Life, „Geschichte meines Lebens“) gewann die Band den Wettbewerb am 20. Januar und vertrat somit Belarus beim Eurovision Song Contest 2017. Sie war der erste Vertreter ihres Landes, der nicht auf Englisch, sondern in einer der Landessprachen, dem Belarussischen, sang. Sie erreichte im Finale Platz 17.

## Diskografie

### Studioalben
- 2014: Lawi
- 2014: Sonzam sahretyja
- 2017: Iljuminazyja
- 2017: Adnoj Darohaj
- 2019: NaviBand
- 2025: Adliga

### Livealben
- 2016: Live in Minsk

### Singles
- 2013: Abdymi mjane
- 2015: Heta sjamlja
- 2016: Kolybelnaja
- 2017: Historyja majho schyzzja
- 2017: Biažy
- 2017: A dzie žyvieš ty
- 2018: Molodost’ v karmane
- 2018: Sumne more
- 2019: Galileo (Dva cheloveka)
- 2019: Odin iz nas
- 2019: Inshymi